# Performance test
Il Performance test è un test utilizzato per il miglioramento genetico nella zootecnia. In particolare, viene utilizzato per la linea carne , si basa principalmente su valutazioni morfologiche dei bovini da carne.
Al contrario del progeny test o del sib test, è un metodo di selezione che prende in considerazione l'individuo stesso ( e non la progenie o i confratelli).
Con il performance test vengono migliorate quelle caratteristiche come la muscolosità, l'accrescimento, misurazioni importanti per l'accrescimento animale.